# Cyrtodactylus gordongekkoi
Espèce
Synonymes
- Cnemaspis gordongekkoi Das, 1994

Statut de conservation UICN

 DD  : Données insuffisantes
Cyrtodactylus gordongekkoi est une espèce de geckos de la famille des Gekkonidae.

## Répartition
Cette espèce est endémique de Lombok dans les Petites îles de la Sonde en Indonésie.

## Étymologie
Cette espèce est nommée en référence au personnage Gordon Gekko du film Wall Street.

## Publication originale
- Das, 1994 "1993" : Cnemaspis gordongekkoi, a new gecko from Lombok, Indonesia, and the biogeography of oriental species of Cnemaspis (Squamata: Sauria: Gekkonidae). Hamadryad, vol. 18, p. 1-9.